# Helgelandskysten

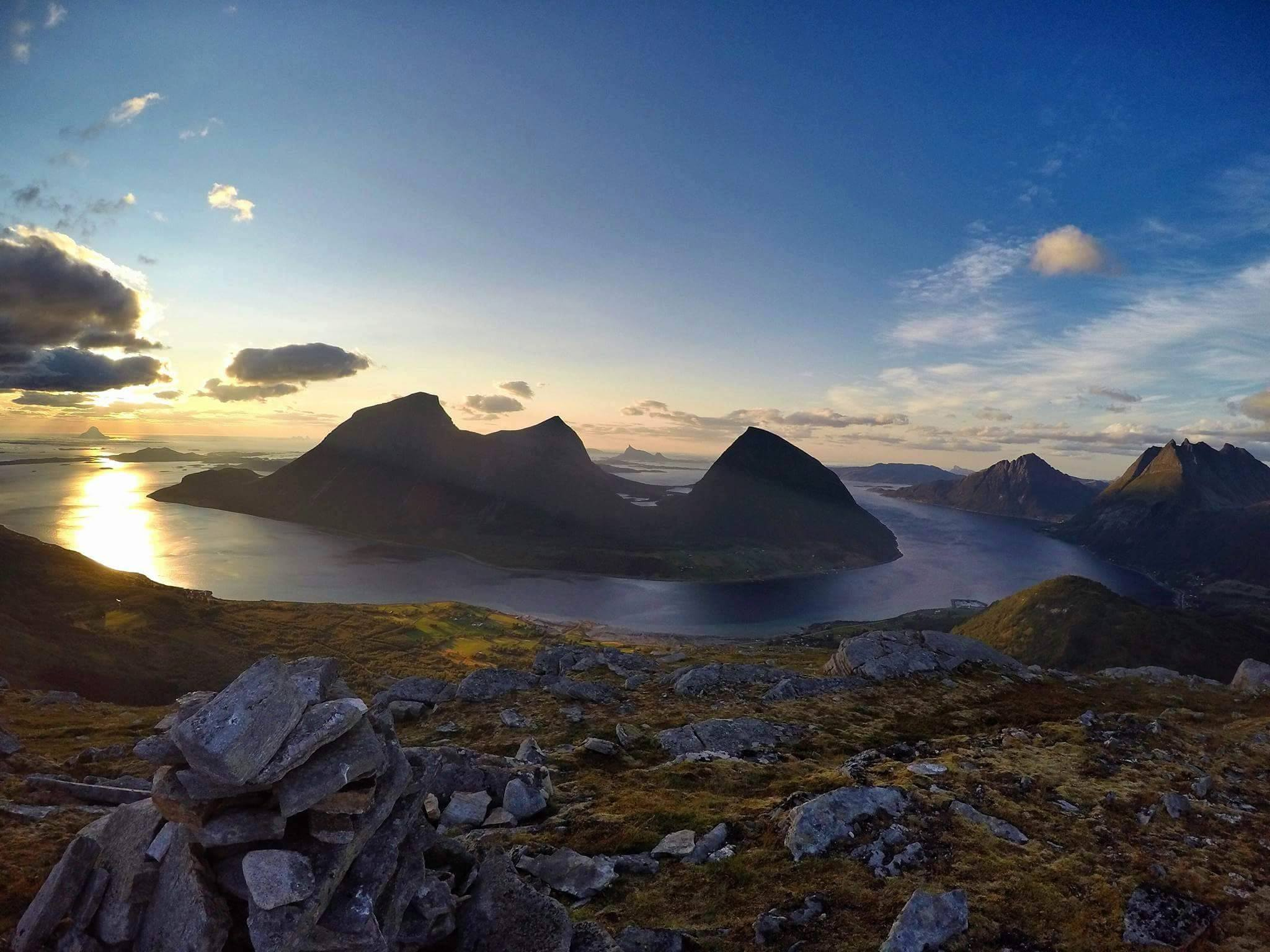

Helgelandskysten is een nationale toeristenweg in Noorwegen. De bewegwijzerde route is 433 kilometer lang en loopt van Godøystraumen tot Holm. Stopplaatsen zijn onder andere Ureddplassen, Braset, Torghatten 